# Diagnosi: morte
Diagnosi: morte (Diagnosis: Murder) è un film per la televisione del 1974 diretto da Sidney Hayers.

## Trama
Lo psichiatra Stephen Hayward viene accusato di aver ucciso sua moglie, ma lei scompare prima che Stephen possa portare a termine il suo piano. 